# Момина кула (Истанбул)
Момината кула на Босфора (на турски: Kiz kulesi – Момина кула) е сред туристическите символи на Истанбул, Турция.

## География
Момината кула е разположена в азиатската част на Истанбул върху малък остров в района Юскюдар.

## История
Има няколко версии за строителството на кулата. Според едната от тях тя е построена от атинския пълководец Алкивиад, за да се води от там наблюдение за евентуално нахлуващи персийски кораби в Босфора. Според друга версия кулата е вдигната по времето на управлението на византийския император Константин Велики като важен пост на граничната морска стража. В дългата си история кулата е била навигационно съоръжение (фар), затвор и карантинен изолатор.

## Легенди
Съществуват много легенди за строителството на кулата и за избора на това място за нейното разположение.

### Турска легенда
Най-известната версия е турската, че Момината кула е наречена така на дъщерята на султан, който безумно я обичал и правел всичко възможно, за да се чувства тя щастлива и безгрижна. Веднъж обаче ясновидец предрича, че въпреки всичко девойката ще умре, точно като навърши 18 години. Султанът незабавно се разпорежда на острова да бъде построена непристъпна кула, задължително преди дъщеря му да навърши 18 години. И веднага след завършването на строителството премества девойката, за да я предпази от възможните причинители на смърт. В деня, когато принцесата навършва 18 години, султанът ѝ изпраща кошница с плодове. Когато обаче девойката поема в ръце кошницата, от там изпълзява отровна змия и смъртта от ухапването става неизбежна, както предрича ясновидецът.

### Други легенди
Според друга легенда, която предлага още епизод (с щастлив край), девойката е спасена от красив принц, който веднага изсмуква змийската отрова от раната и по-късно заслужено получава ръката на принцесата.
Има и друга легенда, не по-малко интересна, обясняваща наличието на друго название на кулата. Според нея, тя е получила името си от герой от древногръцки мит – юношата Леандър, който се влюбва в дъщеря на жрица, нарушила своя обет за безбрачие. За да се види с красавицата, юношата всяка нощ неуморно преплува пролива Дарданели. Никакви препятствия не са в състояние да спрат лудо влюбения Леандър, а жрицата от своя страна всяка нощ пали огън, който да се вижда от далече. Веднъж обаче по незнайни причини огънят угасва, а в тъмнината Леандър не успява да се ориентира своевременно и не достига до острова, като е погълнат от морето. На сутринта вълните отхвърлят безжизненото му тяло на острова пред очакващата го все още девойка. Отчаяна от загубата на любимия, тя се изкачва до върха на кулата и се хвърля в морето, за да сподели злочестата му съдба.